# Schloss Hohenthurm

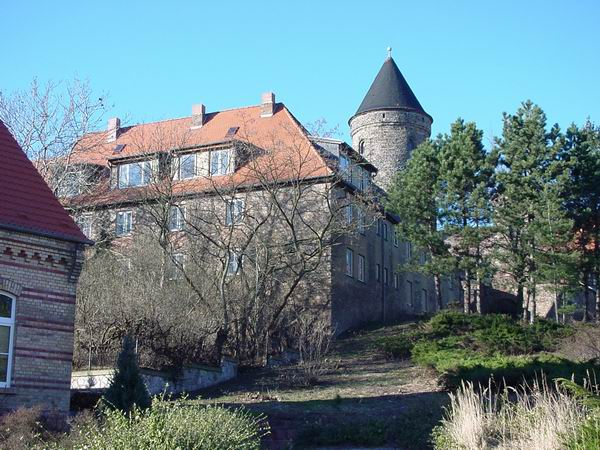
Schloss Hohenthurm

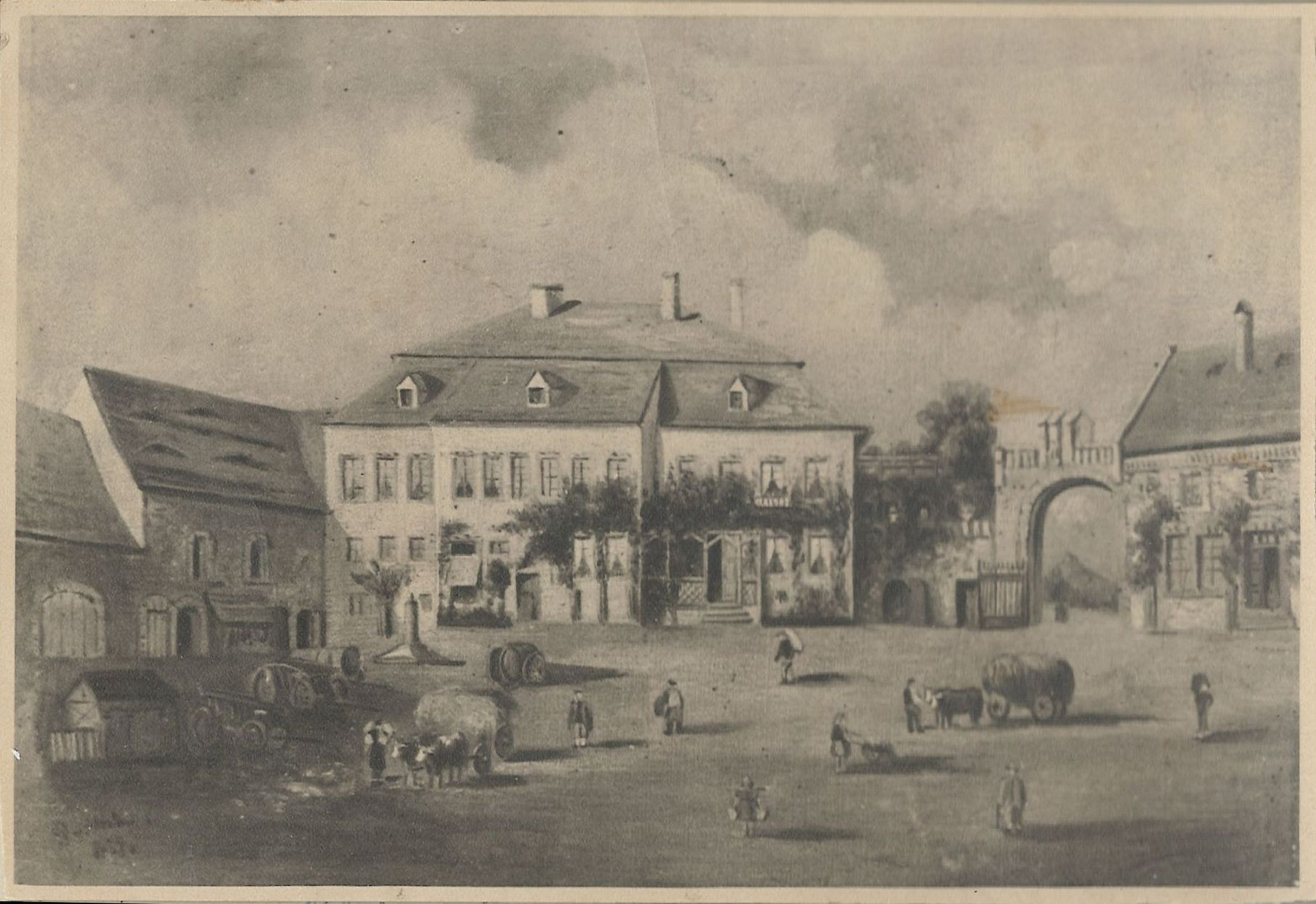
Schloss Hohenthurm 1870–1871. Ölbild von Frau von Wuthenau für den Pächter Carl Sachße. Im Vordergrund französische Kriegsgefangene.

Das Schloss Hohenthurm im Saalekreis in Sachsen-Anhalt ist eine Schlossanlage auf dem Gelände der Burg in Hohenthurm. Von der Burg sind der Bergfried und die Kirche erhalten. Möglicherweise gibt es in den Gebäuden weitere Reste der mittelalterlichen Burg. Die Randhausbebauung ist gut nachvollziehbar.

## Geschichte

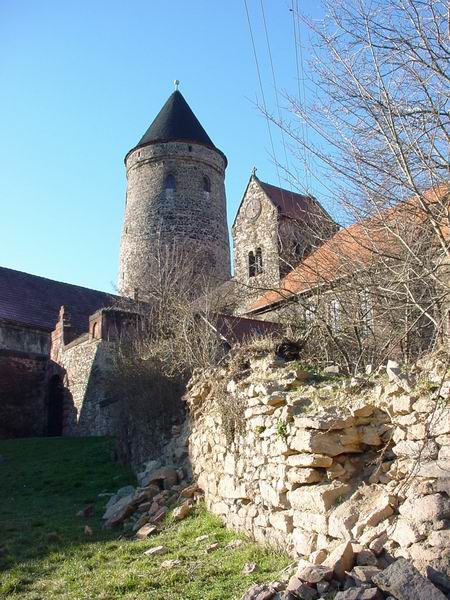
Schloss Hohenthurm, Bergfried und Kirche

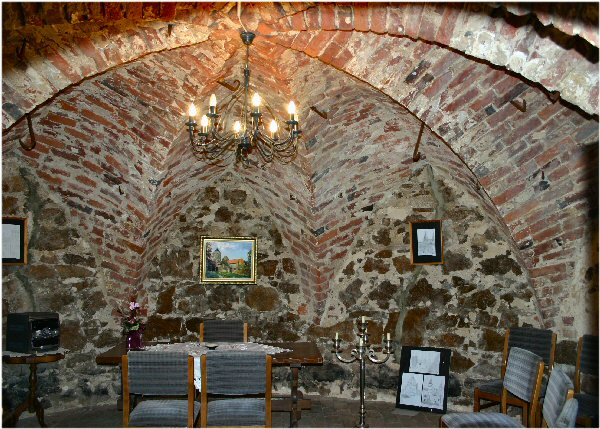
Schloss Hohenthurm, Bergfried Rippengewölbe

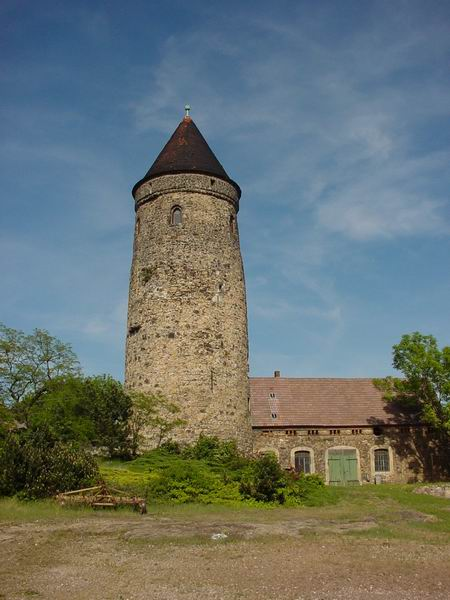
Schloss Hohenthurm, Bergfried

Die Burg Hohenthurm gehörte ursprünglich zur Mark Landsberg. Sie war im Besitz von Ministerialen, die Burgmänner von Landsberg waren. Ihr erster Vertreter war ein 1244 erwähnter Arnoldus de alta turri. Der Thüringer Landgraf, Albrecht der Entartete, verpfändete die Herrschaft als Bestandteil der Markgrafschaft Landsberg an den askanischen Markgrafen Heinrich von Brandenburg, aus deren Händen sie wiederum als Pfand an Herzog Magnus von Braunschweig gelangte. Friedrich II., der Ernsthafte, Markgraf von Meißen, kaufte 1347 die Mark Landsberg für 8000 Schock Groschen zurück. Dabei wurde Hohenthurm dem Burgbezirk Reideburg zugeschlagen und blieb endgültig beim Erzstift Magdeburg. Die 1366 schriftlich bezeugten letzten Ministerialen, Hans und Berle von Hoen Torn (Hohenthurm) wurde 1385 von Erzbischof Albrecht mit Hof, Kirche und allen Rechten, Lehen und Zinsen belehnt. 1398 starb die Familie von Hohenthurm aus. Das erledigte Lehen wurde 1398 an Leonhard von Steuben neu vergeben. Der verkaufte es 1418 an Otto von Dieskau, dieser an Klaus von Trotha, von dem es 1430 oder nach anderen Angaben 1438 Hans von Rauchhaupt übernahm. Bis 1653 besaß die Familie von Rauchhaupt fast ununterbrochen Hohenthurm. 1570 wurde die Burg vom Geschichtsschreiber Torquatus als verfallen bezeichnet.
1683 brannte die Burg ab. In dessen Folge wurden ein neues Wohnhaus und neue Wirtschaftsgebäude erbaut, die von einer hohen Ringmauer umgeben waren. Der Turm erhielt das Gesims aus Backstein und eine neue Bedachung.
Im 17. und 18. Jh. sind verschiedene Besitzer von Hohenthurm bekannt. 1653 kaufte es Nikolaus von Zastrow für 22000 Taler. 1671 war es im Eigentum von Mathias von Beck, (Bex, Ratsherren zu Leipzig), 1675 von Hans Christoph Rauchhaupt auf Trebnitz, 1711 von Kriegsrat Friedrich Franz von Schwartz, 1732 von Johann Jacob von Lüdecke, dessen Vater erst 1704 die Nobilitierung erfuhr. Der heutige Schlossbau im Westen des Areals stammt im Kern aus dem 18. Jh. Es wurde 1736 auf den Fundamenten des mittelalterlichen Brauereigebäudes errichtet. Sein Erscheinungsbild wird jedoch vom Umbau im Stil der Neorenaissance vom Ende des 19. Jh. geprägt.
1836 kaufte dann der sächsische Kammerherr Karl Adam Traugott von Wuthenau (gest. 1862) die vereinigten Güter von Rosenfeld (gehörte zum wettinischen Amt Delitzsch) und Hohenthurm vom Kammerrat Otto Rudolf von Wülcknitz, der es ein Jahr zuvor von der Familie Rühling geerbt hatte, für 66880 Taler. Die Familie Rühling hatte Hohenthurm zuvor 1836 erworben. Traugott von Wuthenau war ein tatkräftiger moderner Unternehmer. Er verpachtete die vereinigten Rittergüter, so 1845 bis 1856 an Amtmann Knaur und 1856 bis 1885 an den studierten Landwirt und Amtmann Carl Friedrich Wilhelm Sachße. Die Pächter übernahmen die gesamte Bewirtschaftung. Durch Einsatz moderner Methoden in der Landwirtschaft wurde Wuthenau so Großagrarier. Das Gut Hohenthurm wurde zu einem landwirtschaftlichen Mustergut.
1852 errichtete man das Gärtnerhaus im Schlosspark. 1857 war die barocke Haube des Turmes so baufällig geworden, dass sie abgerissen werden musste und durch ein flaches Kegeldach ersetzt wurde. 1859 begann man den lang gestreckten Pferdestall zu bauen. Der Sohn Traugotts, Max Heinrich Adam von Wuthenau-Hohenthurm (1834–1912) wurde kurz vor seinem Tod nobilitiert zum 1. Graf Wuthenau-Hohenthurm und heiratete 1857 die Gräfin Pauline von Württemberg. Er selbst war als evangelischer Landadliger Rechtsritter im Johanniterorden. Zur Ausübung des Glaubens seiner Ehefrau ließ er 1912 im ehemaligen Rittersaal eine katholische Kapelle einrichten, da die Schlosskirche evangelisch war. Wie schon sein Vater führte Graf Max Heinrich seinen landwirtschaftlichen Großbetrieb sehr erfolgreich. Unter anderen wurden zum Gut Hohenthurm 1864 bis 1910 ca. 1100 Morgen Land hinzugekauft. Der wirtschaftliche Erfolg ermöglichte es, ein repräsentatives Wohngebäude zu errichten. 1892/93 wurde das barocke Schloss zu einem Neorenaissancebau nach dem Vorbild des Dresdner Schlosses umgebaut. Als Bauherr gilt der Herr des auf Grundlage einer Stiftung und zum Erhalt der Güter gegründeten Familienfideikommiss Hohenthurm, Generalmajor Carl Adam von Wuthenau (1863–1946), der nachfolgend noch den Charakter eines Generalleutnants erhielt. Carl Adam war zweimal verheiratet. Aus der ersten Ehe mit der Gräfin Chotek von Chotekowa und Wognin (1874–1930) stammt der gleichnamige Erbe Rittmeister Carl-Adam Graf von Wuthenau-Hohenthurm, der auch für das Familienarchiv Interesse zeigte.
Zum Schloss gehörten zeitgleich umfangreiche Besitzungen: Hohenthurm mit Anteilen in Rosenfeld, Zwebendorf, Plößnitz, etwa 667 ha, geführt von einem Güderdirektor. Zusätzlich kam noch das 363 ha große Rittergut Glesien hinzu.
In den 1920er Jahren wurde auf dem Turm das flache durch das heute noch vorhandene hohe Kegeldach ersetzt. Im Turmzimmer öffnete man die acht vermauerten gotischen Fenster und zog eine schwere Balkendecke ein. Am Schloss wurde ein Teil des historistischen Zierrates entfernt, so dass der Gesamteindruck sich dem Barock näherte. 1925 wurde in Hohenthurm eine römisch-katholische Kirchengemeinde gegründet, die die katholische Kapelle im ehemaligen Rittersaal nutzte.
1945 wurde das Gut enteignet. Die Schlossanlage wurde zum Institut für Pflanzenzüchtung der Martin-Luther-Universität Halle-Wittenberg. Am 14. Januar 2007 wurde die katholische Kapelle profaniert; die katholischen Gottesdienste der Kuratie Hohenthurm, die inzwischen in der Pfarrei „St. Mauritius und St. Elisabeth in Halle“ aufgegangen ist, finden seitdem nur noch in der evangelischen St.-Nikolai-Kirche in Landsberg statt, die auch zuvor schon von der Kuratie mitgenutzt worden war.
Die mittelalterliche Burg bildete ein unregelmäßiges Fünfeck, in dessen nordöstlicher Ecke der Bergfried, der „Hohe Turm“ als Bestandteil der Kernburg lag. Der hochromanische Bergfried entstand im baulichen Zusammenhang mit der ins 12. Jahrhundert datierten Kirche. Er zeichnet sich durch relativ schlechte Mauerqualität aus. Der Zugang zum Turm war ursprünglich an der Südseite. Das Eingangsgeschoss verfügt über einen achtteiliges Gewölbe. Von diesem Geschoss aus verläuft eine Wendeltreppe in der Mauerstärke bis zum obersten Geschoss. Das Gewölbe und die Wendeltreppe wurden in Ziegelsteinmauerwerk ausgeführt und stammen beide aus spätgotischer Zeit. Wie im Bergfried von Krosigk gibt es auch hier ein gesondert zu betretendes Kellergeschoss. Der Zugang scheint hier aber später eingebrochen worden zu sein.